# Kathleen Russell
Kathleen Russell (ur. 17 listopada 1912, zm. 26 listopada 1992 w Johannesburgu) – południowoafrykańska pływaczka. Brązowa medalistka olimpijska z Amsterdamu.
Zawody w 1928 były jej jedynymi igrzyskami olimpijskimi. Brązowy medal zdobyła w sztafecie kraulowej, wspólnie z nią tworzyły ją także Mary Bedford, Freddie van der Goes i Rhoda Rennie. Miała wówczas zaledwie 15 lat. W 1934 zdobyła srebro na Igrzyskach Imperium Brytyjskiego w sztafecie w stylu dowolnym 4 × 110 jardów.